# 제42회 봉황대기 전국고교야구대회
제42회 봉황대기 전국고교야구대회는 2014년 8월 28일부터 9월 14일까지 열렸다.